# Premio Nacional Malcolm Baldrige a la Calidad
El premio Nacional Malcolm Baldrige a la Calidad ( en inglés: Malcolm Baldrige National Quality Award ) fue creado por el gobierno estadounidense en 1987 para reconocer a las organizaciones y fundaciones públicas o privadas que se han destacado en el impulso de la calidad en sectores de la salud pública, la atención médica, la atención educativa o el interés social, organizaciones siempre sin ánimo de lucro. El premio Malcolm Baldrige es el más alto  reconocimiento formal a la excelencia en el desempeño de las organizaciones públicas y privadas de Estados Unidos otorgado por el presidente de los Estados Unidos. Es administrado por el llamado Programa de excelencia Baldrige y tiene su sede en el Instituto Nacional de Estándares y Tecnología ( National Institute of Standards and Technology, sigla NIST), del que depende, una agencia del Departamento de Comercio de EE. UU .
El premio y el programa que lo diseña fueron establecidos por la Ley Nacional de Mejora de la Calidad Malcolm Baldrige de 1987 (Ley Pública 100-107). El programa y el premio recibieron el nombre de Malcolm Baldrige, quien se desempeñó como Secretario de Comercio de los Estados Unidos durante la administración Reagan, desde 1981 hasta la muerte de Baldrige en 1987.  El primer premio se entregó el 13 de noviembre de 1988. 

## Premiados
| Año  | Premiados                                                                                               | Sector       |
| ---- | --- | ------------ |
| 2024 | Freese and Nichols Inc., Fort Worth, TX                                                                 | Servicios    |
| 2024 | Alamo Colleges District, San Antonio, TX                                                                | Educación    |
| 2024 | Chickasaw Nation Department of Health, Ada, OK                                                          | Salud        |
| 2024 | City of Henderson, Henderson, NV                                                                        | General      |
| 2024 | Northeast Delta Dental, Concord, NH                                                                     | General      |
| 2021 | MidwayUSA 2021                                                                                          | Servicios    |
| 2021 | The Charter School of San Diego 2021                                                                    | Educación    |
| 2021 | Mid-America Transplant 2021                                                                             | General      |
| 2020 | MESA 2020                                                                                               | Banca        |
| 2020 | GBMC HealthCare, Inc.                                                                                   | Salud        |
| 2020 | Wellstar Paulding Hospital                                                                              | Salud        |
| 2020 | AARP | General      |
| 2020 | Elevations Credit Union 2020                                                                            | General      |
| 2019 | Howard Community College                                                                                | Educación    |
| 2019 | Adventist Health White Memorial                                                                         | Salud        |
| 2019 | Mary Greeley Medical Center                                                                             | Salud        |
| 2019 | Center for Organ Recovery & Education                                                                   | General      |
| 2019 | City of Germantown, TN                                                                                  | General      |
| 2019 | Illinois Municipal Retirement Fund                                                                      | General      |
| 2018 | Integrated Project Management Company, Inc., Burr Ridge, IL                                             | Banca        |
| 2018 | Donor Alliance, Denver, CO                                                                              | General      |
| 2018 | Memorial Hospital and Health Care Center, Jasper, IN                                                    | Salud        |
| 2018 | Alamo Colleges District, San Antonio, TX                                                                | Educación    |
| 2018 | Tri County Tech, Bartlesville, OK                                                                       | Educación    |
| 2017 | Adventist Health Castle, Kailua, Hawaii                                                                 | Salud        |
| 2017 | Bristol Tennessee Essential Services, Bristol, TN                                                       | Banca        |
| 2017 | Stellar Solutions, Palo Alto, CA                                                                        | Banca        |
| 2017 | Southcentral Foundation, Anchorage, AK                                                                  | Salud        |
| 2017 | City of Fort Collins, Fort Collins, CO                                                                  | General      |
| 2016 | Don Chalmers Ford, Rio Rancho, New Mexico                                                               | Banca        |
| 2016 | Momentum Group, Irvine, California                                                                      | Banca        |
| 2016 | Kindred Nursing and Rehabilitation Center – Mountain Valley, Kellogg, Idaho                             | Salud        |
| 2016 | Memorial Hermann Sugar Land Hospital, Sugar Land, Texas                                                 | Salud        |
| 2015 | MidwayUSA, Columbia, Mo                                                                                 | Banca        |
| 2015 | Charter School of San Diego, San Diego, Calif.                                                          | Educación    |
| 2015 | Charleston Area Medical Center Health System, Charleston, W.V.                                          | Salud        |
| 2015 | Mid-America Transplant Services, St. Louis, Mo.                                                         | General      |
| 2014 | PricewaterhouseCoopers Public Sector Practice, McLean, VA                                               | Servicios    |
| 2014 | Hill Country Memorial Hospital, Fredericksburg, TX                                                      | Salud        |
| 2014 | St. David’s HealthCare, Austin, TX                                                                      | Salud        |
| 2014 | Elevations Credit Union, Boulder, CO                                                                    | General      |
| 2013 | Pewaukee School District, Pewaukee, WI                                                                  | Educación    |
| 2013 | Sutter Davis Hospital, Davis, CA                                                                        | Salud        |
| 2012 | Lockheed Martin Missiles and Fire Control, Grand Prairie, TX                                            | Manufacturas |
| 2012 | MESA Products Inc., Tulsa, OK                                                                           | Banca        |
| 2012 | North Mississippi Health Services, Tupelo, MS                                                           | Salud        |
| 2012 | City of Irving, Irving, TX                                                                              | General      |
| 2011 | Concordia Publishing House, St. Louis, MO                                                               | General      |
| 2011 | Henry Ford Health System, Detroit, MI                                                                   | Salud        |
| 2011 | Schneck Medical Center, Seymour, IN                                                                     | Salud        |
| 2011 | Southcentral Foundation, Anchorage, AK                                                                  | Salud        |
| 2010 | MEDRAD, Warrendale, PA                                                                                  | Manufacturas |
| 2010 | Nestlé Purina PetCare Co., St. Louis, MO                                                                | Manufacturas |
| 2010 | Freese and Nichols Inc., Fort Worth, TX                                                                 | Banca        |
| 2010 | K&N Management, Austin, TX                                                                              | Banca        |
| 2010 | Studer Group, Gulf Breeze, FL                                                                           | Banca        |
| 2010 | Advocate Good Samaritan Hospital, Downers Grove, IL                                                     | Salud        |
| 2010 | Montgomery County Public Schools, Rockville, MD                                                         | Educación    |
| 2009 | Honeywell Federal Manufacturing & Technologies, Kansas City, MO                                         | Manufacturas |
| 2009 | MidwayUSA, Columbia, MO                                                                                 | Banca        |
| 2009 | AtlantiCare, Egg Harbor Township, NJ                                                                    | Salud        |
| 2009 | Heartland Health, St. Joseph, MO                                                                        | Salud        |
| 2009 | VA Cooperative Studies Program Clinical Research Pharmacy Coordinating Center, Albuquerque, NM          | General      |
| 2008 | Cargill Corn Milling North America, Wayzata, MN                                                         | Manufacturas |
| 2008 | Poudre Valley Health System, Fort Collins, CO                                                           | Salud        |
| 2008 | Iredell-Statesville Schools, Statesville, NC                                                            | Educación    |
| 2007 | PRO-TEC Coating Co., Leipsic, OH                                                                        | Banca        |
| 2007 | Mercy Health System, Janesville, WI                                                                     | Salud        |
| 2007 | Sharp Healthcare, San Diego, CA                                                                         | Salud        |
| 2007 | City of Coral Springs, Coral Springs, FL                                                                | General      |
| 2007 | United States Army Armament Research, Development and Engineering Center (ARDEC), Picatinny Arsenal, NJ | General      |
| 2006 | MESA Products, Inc., Tulsa, OK                                                                          | Banca        |
| 2006 | Premier Inc., San Diego, CA                                                                             | Servicios    |
| 2006 | North Mississippi Medical Center, Tupelo, MS                                                            | Salud        |
| 2005 | Sunny Fresh Foods, Inc., Monticello, MN                                                                 | Manufacturas |
| 2005 | DynMcDermott Petroleum Operations, New Orleans, LA                                                      | Servicios    |
| 2005 | Park Place Lexus, Plano, TX                                                                             | Banca        |
| 2005 | Richland College, Dallas, TX                                                                            | Educación    |
| 2005 | Jenks Public Schools, Jenks, OK                                                                         | Educación    |
| 2005 | Bronson Methodist Hospital, Kalamazoo, MI                                                               | Salud        |
| 2004 | The Bama Companies, Tulsa, OK                                                                           | Manufacturas |
| 2004 | Texas Nameplate Company, Inc., Dallas, TX                                                               | Banca        |
| 2004 | Kenneth W. Monfort College of Business, Greeley, CO                                                     | Educación    |
| 2004 | Robert Wood Johnson University Hospital Hamilton, Hamilton, NJ                                          | Salud        |
| 2003 | Medrad, Inc., Indianola, PA                                                                             | Manufacturas |
| 2003 | Boeing Aerospace Support, St. Louis, MO                                                                 | Servicios    |
| 2003 | Caterpillar Financial Services Corp., Nashville, TN                                                     | Servicios    |
| 2003 | Stoner Inc., Quarryville, PA                                                                            | Banca        |
| 2003 | Community Consolidated School District 15, Palatine, IL                                                 | Educación    |
| 2003 | Baptist Hospital, Inc., Pensacola, FL                                                                   | Salud        |
| 2003 | Saint Luke's Hospital of Kansas City, Kansas City, MO                                                   | Salud        |
| 2002 | Motorola Inc. Commercial, Government and Industrial Solutions Sector, Schaumburg, IL                    | Manufacturas |
| 2002 | Branch-Smith Printing Division, Fort Worth, TX                                                          | Banca        |
| 2002 | SSM Health Care, St. Louis, MO                                                                          | Salud        |
| 2001 | Clarke American Checks, Incorporated, San Antonio, TX                                                   | Manufacturas |
| 2001 | Pal's Sudden Service, Kingsport, TN                                                                     | Banca        |
| 2001 | Chugach School District, Prince William Sound, AK                                                       | Educación    |
| 2001 | Pearl River School District, Pearl River, NY                                                            | Educación    |
| 2001 | University of Wisconsin–Stout, Menomonie, WI                                                            | Educación    |
| 2000 | Dana Corp.-Spicer Driveshaft Division, Toledo, OH                                                       | Manufacturas |
| 2000 | KARLEE Company, Inc., Garland, TX                                                                       | Manufacturas |
| 2000 | Operations Management International, Inc., Greenwood Village, CO                                        | Servicios    |
| 2000 | Los Alamos National Bank, Los Alamos, NM                                                                | Banca        |
| 1999 | STMicroelectronics, Inc.-Region Americas, Carrollton, TX                                                | Manufacturas |
| 1999 | BI Performance Services, Minneapolis, MN                                                                | Servicios    |
| 1999 | The Ritz-Carlton Hotel Company, L.L.C., Atlanta, GA                                                     | Servicios    |
| 1999 | Sunny Fresh Foods, Monticello, MN                                                                       | Banca        |
| 1998 | Boeing Airlift and Tanker Programs, Long Beach, CA                                                      | Manufacturas |
| 1998 | Solar Turbines Inc., San Diego, CA                                                                      | Manufacturas |
| 1998 | Texas Nameplate Company, Inc., Dallas, TX                                                               | Banca        |
| 1997 | 3M Dental Products Division, St. Paul, MN                                                               | Manufacturas |
| 1997 | Solectron Corp., Milpitas, CA                                                                           | Manufacturas |
| 1997 | Merrill Lynch Credit Corp., Jacksonville, FL                                                            | Servicios    |
| 1997 | Xerox Business Services, Rochester, NY                                                                  | Servicios    |
| 1996 | ADAC Laboratories, Milpitas, CA                                                                         | Manufacturas |
| 1996 | Dana Commercial Credit Corp., Toledo, OH                                                                | Servicios    |
| 1996 | Custom Research Inc., Minneapolis, MN                                                                   | Banca        |
| 1996 | Trident Precision Manufacturing Inc., Webster, NY                                                       | Banca        |
| 1995 | Armstrong World Industries’ Building Products Operation, Lancaster, PA                                  | Manufacturas |
| 1995 | Corning Telecommunications Products Division, Corning, NY                                               | Manufacturas |
| 1994 | AT&T Consumer Communications Services, Basking Ridge, NJ                                                | Servicios    |
| 1994 | GTE Directories Corp., Dallas/Ft. Worth, TX                                                             | Servicios    |
| 1994 | Wainwright Industries Inc., St. Peters, MO                                                              | Banca        |
| 1993 | Eastman Chemical Company, Kingsport, TN                                                                 | Manufacturas |
| 1993 | Ames Rubber Corp., Hamburg, NJ                                                                          | Banca        |
| 1992 | AT&T Network Systems Group/Transmission Systems Business Unit, Morristown, NJ                           | Manufacturas |
| 1992 | Texas Instruments Inc. Defense Systems & Electronics Group, Dallas, TX                                  | Manufacturas |
| 1992 | AT&T Universal Card Services, Jacksonville, FL                                                          | Servicios    |
| 1992 | The Ritz-Carlton Hotel Co., Atlanta, GA                                                                 | Servicios    |
| 1992 | Granite Rock Co., Watsonville, CA                                                                       | Banca        |
| 1991 | Solectron Corp., Milpitas, CA                                                                           | Manufacturas |
| 1991 | Zytec Corp., Eden Prairie, MN                                                                           | Manufacturas |
| 1991 | Marlow Industries, Dallas, TX                                                                           | Banca        |
| 1990 | Cadillac Motor Car Division, Detroit, MI                                                                | Manufacturas |
| 1990 | IBM Rochester, Rochester, MN                                                                            | Manufacturas |
| 1990 | Federal Express Corp., Memphis, TN                                                                      | Servicios    |
| 1990 | Wallace Co. Inc., Houston, TX                                                                           | Banca        |
| 1989 | Milliken & Co., Spartanburg, SC                                                                         | Manufacturas |
| 1989 | Xerox Corp. Business Products and Systems, Rochester, NY                                                | Manufacturas |
| 1988 | Motorola Inc., Schaumburg, IL                                                                           | Manufacturas |
| 1988 | Commercial Nuclear Fuel Division of Westinghouse Electric Corp., Pittsburgh, PA                         | Manufacturas |
| 1988 | Globe Metallurgical Inc., Beverly, OH                                                                   | Banca        |